# Feketenyakú gém
A feketenyakú gém (Ardea melanocephala) a madarak (Aves) osztályának gödényalakúak (Pelecaniformes) rendjébe, ezen belül a gémfélék (Ardeidae) családjába és a gémformák (Ardeinae) alcsaládjába tartozó faj.

## Előfordulása
Afrikában a Szaharától délre fekvő területeken és Madagaszkáron honos.

## Megjelenése
Testhossza 85 centiméter, szárnyfesztávolsága 150 centiméter.
|  |

## Életmódja
Rovarokkal, kisebb emlősökkel és madarakkal táplálkozik.

## Szaporodása
Fészekalja 2-4 tojásból áll.